# Nesvrta (miasto Vranje)
Nesvrta (cyr. Несврта) – wieś w Serbii, w okręgu pczyńskim, w mieście Vranje. W 2011 roku liczyła 85 mieszkańców.